# Wasserturm der Firma Luhn & Pulvermacher und Dittmann & Neuhaus

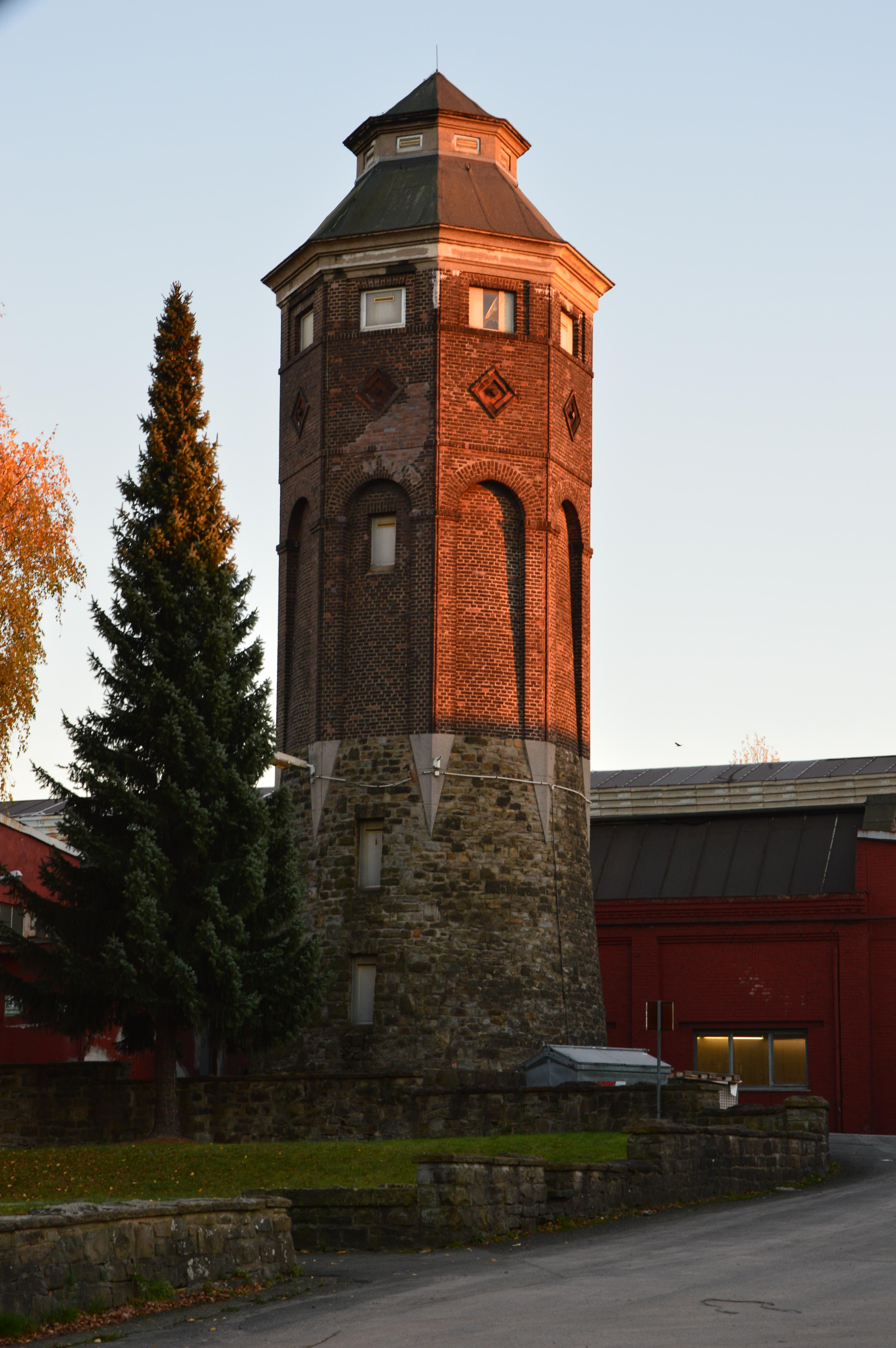
Der Wasserturm

Der Wasserturm der Firma Luhn & Pulvermacher und Dittmann & Neuhaus ist ein Baudenkmal in Herbede, Witten.
Er wurde von 1919 bis 1920 nach einem Entwurf von Friedrich Däche gebaut, besteht aus Bruchstein und Ziegelstein und ist 23 m hoch.
Der Turm wurde am 23. August 1999 in die Denkmalliste der Stadt Witten aufgenommen und ist Teil der Themenroute Wasser: Werke, Türme und Turbinen der Route der Industriekultur und der Märkischen Straße Technischer Kulturdenkmäler.